# Гастерн
Гастерн (нім. Gastern) — ярмаркова комуна (з 1931) (нім. Marktgemeinde)  в Австрії, у федеральній землі Нижня Австрія.
Входить до складу округу Вайдгофен-ан-дер-Тая. Населення становить 1232 особи (станом на 31 грудня 2013 року). Займає площу 24 км². Абатство Гастерн було вперше згадане в 1177 році.

## Розташування
|        | Каутцен                              | Доберсберг |
| Еггерн | Розташування                         | Тая        |
|        | Пфаффеншлаг-бай-Вайдгофен-ан-дер-Тая |            |

## Галерея

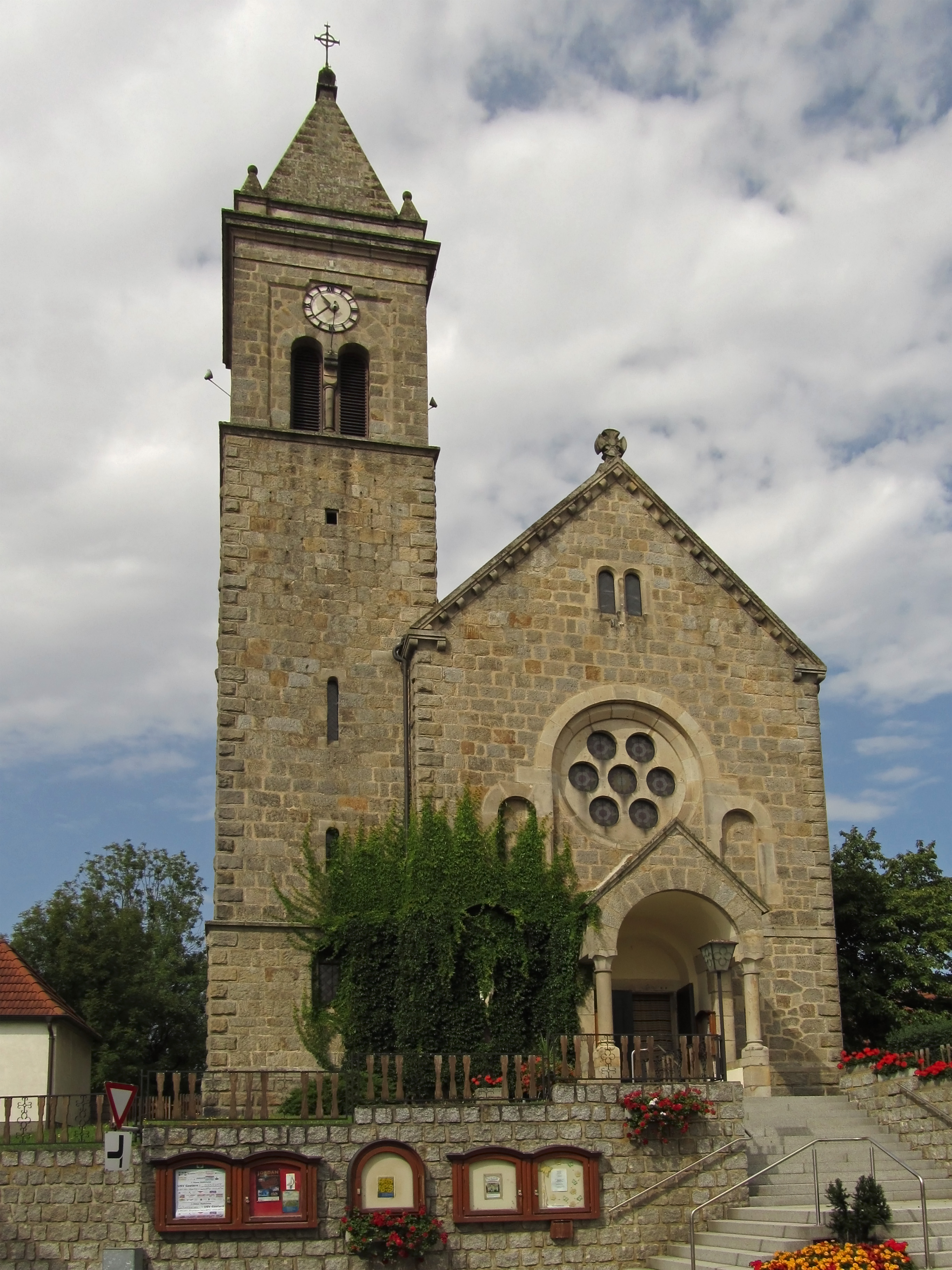
Неороманська церква була побудована у 1904-05.
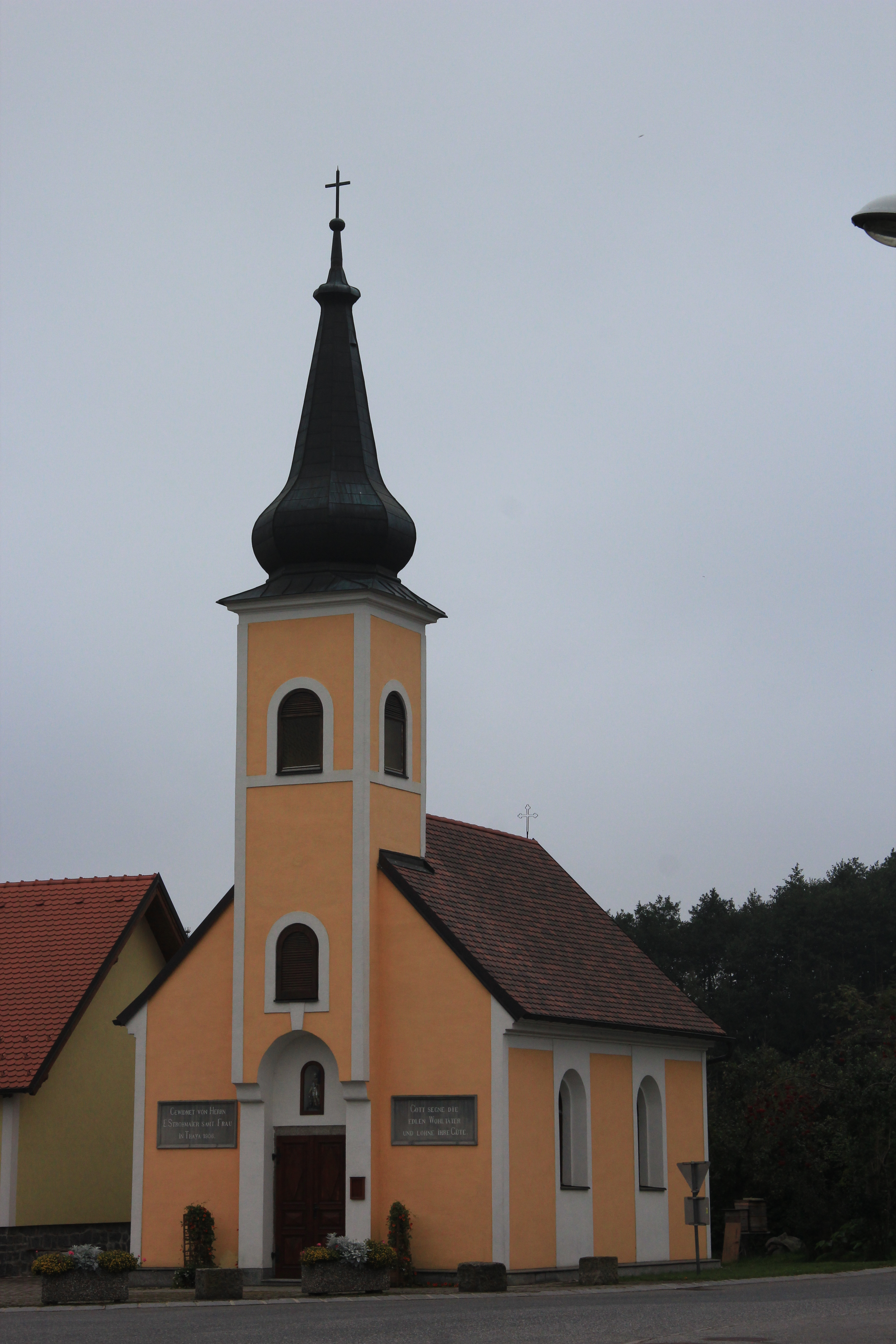
Капела, 1906
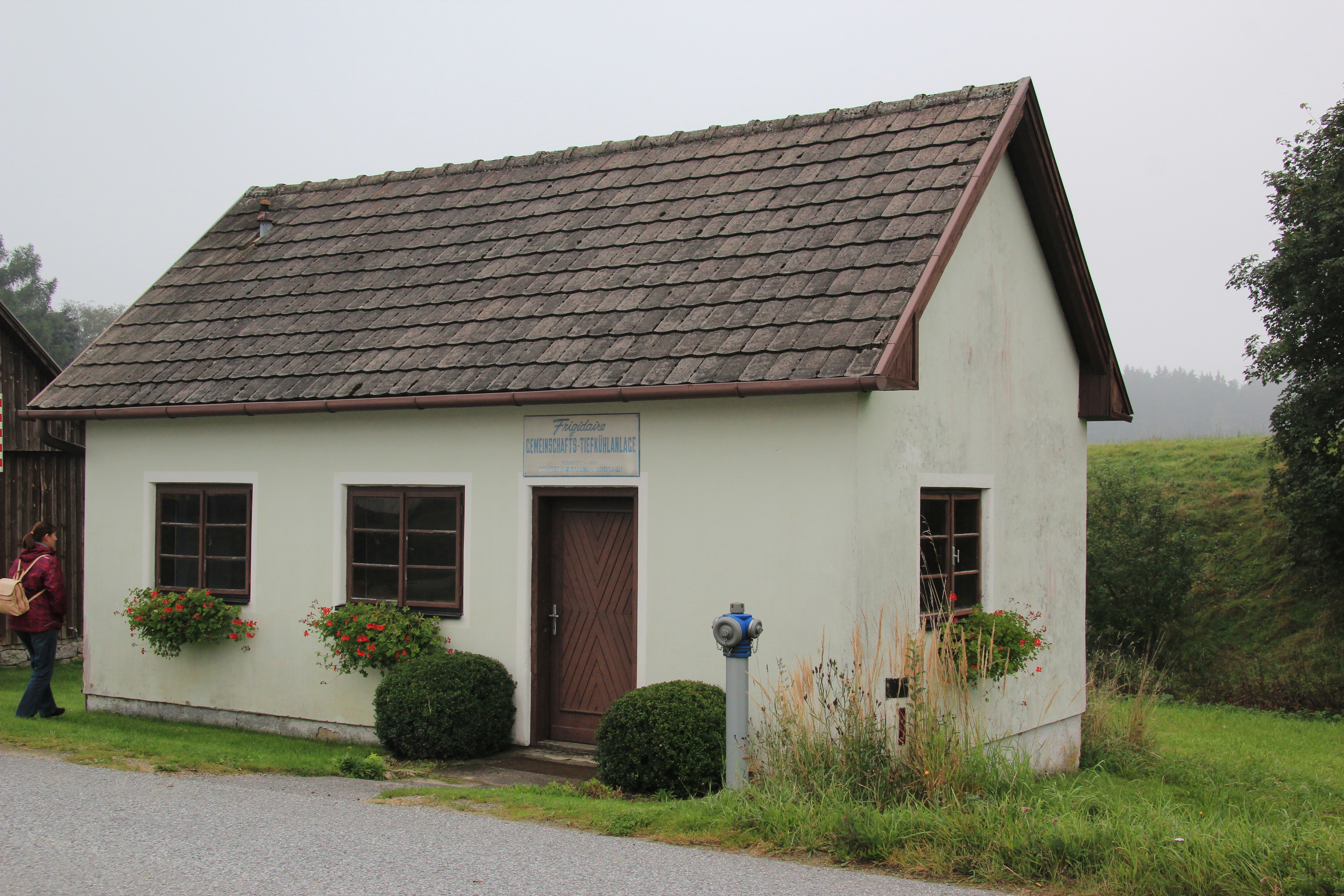
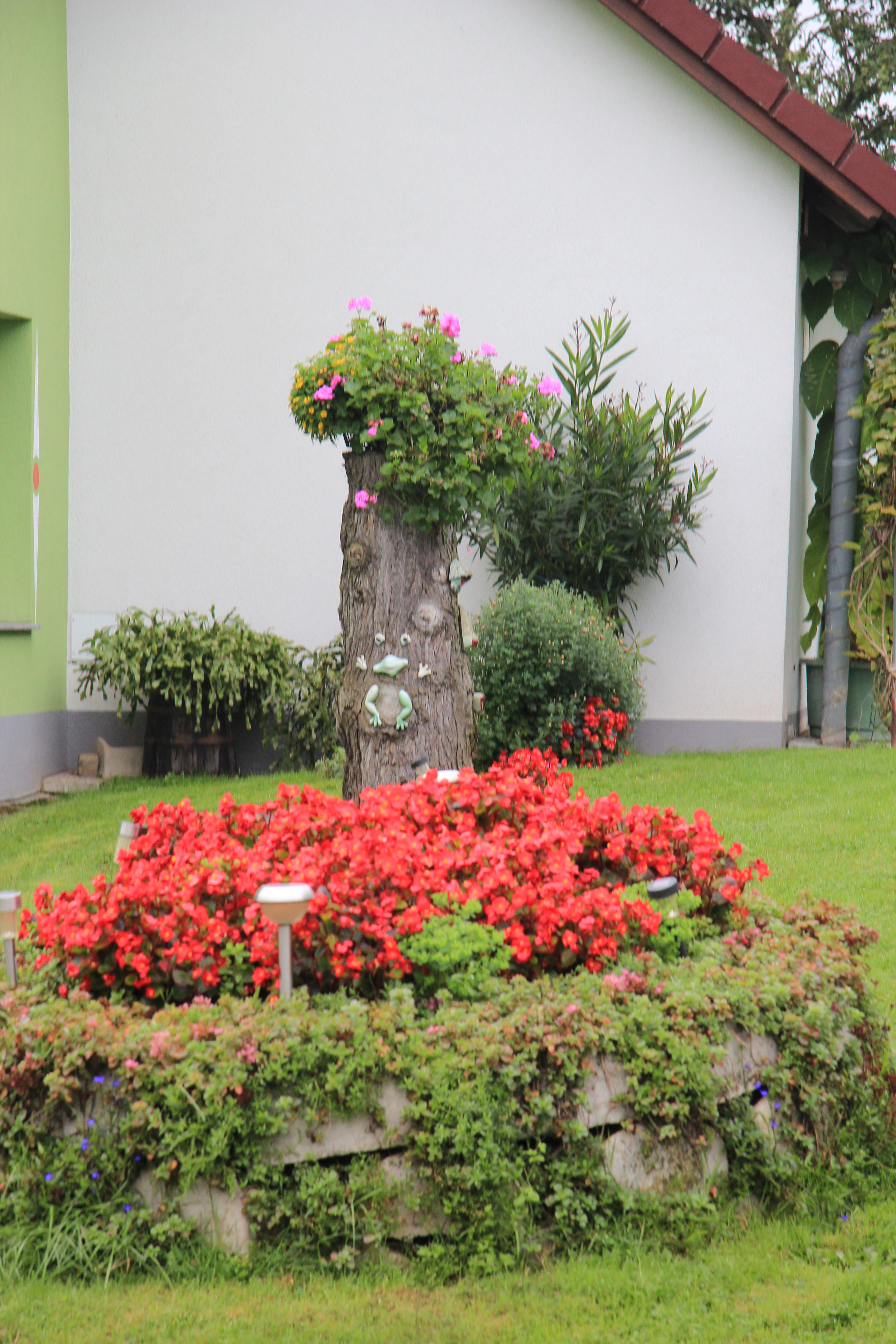
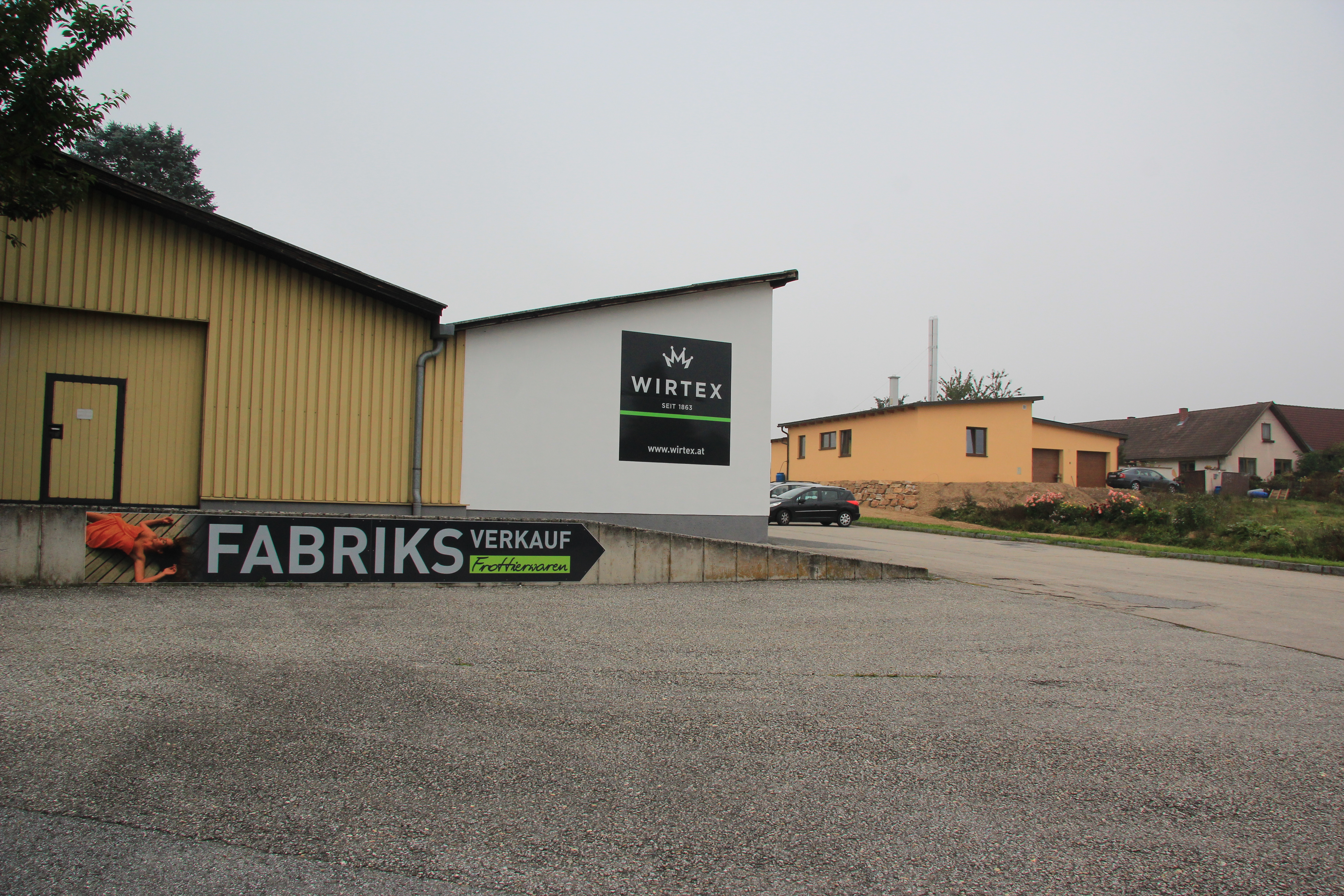

## Населення
Рівень зайнятості в 2001 році склав 44,73 відсотка. За результатами перепису 2001 року налічувалося 1368 жителів. У 1991 році — 1418 жителів, в 1981 — 1,520, а в 1971 році — 1634 жителя.